# Bombus morrisoni
Bombus morrisoni Cresson, 1878 — вид шмелей из видовой группы griseocollis подрода Cullumanobombus.

## Морфология
Крупный вид шмелей. Опушение короткое и ровное. Крылья тёмно-коричневые, с фиолетовым отблеском. Голова округлая, щёки короткие. Хоботок короткий.

### Самки и рабочие особи
В окраске преобладает жёлтый цвет. Волоски на лбу чёрные, на темени — жёлтые. Иногда рабочие особи имеют примесь жёлтых волосков на лбу. Дорсальная сторона груди в золотисто-жёлтых волосках. Бока груди (область мезоплевры) в чёрных волосках. 1-2 тергиты брюшка полностью в золотисто-жёлтых волосках (далее просто «n-ный Т жёлтый» и т. д.), 3 тергит только посередине, с плавными чёрными краями, образующими «полумесяц». Иногда 3 тергит полностью золотисто-жёлтый, а «полумесяц» располагается на 4 тергите. 5-6 тергиты чёрные.
У рабочих особей может встречаться окрас, при котором, помимо прочего, 3 тергит жёлтый, а 4 тергит имеет полностью жёлтую верхнюю половину.
Низ тела, ноги в чёрных волосках.
Нижний задний угол базитарсуса средних ног закруглён.

### Самцы
Глаза крупные.
Голова в жёлтых волосках, иногда с примесью тёмных. Дорсальная сторона груди в золотисто-жёлтых волосках. Бока груди (область мезоплевры) в чёрных волосках.
1-3 тергиты брюшка в золотисто-жёлтых волосках. Иногда 4 тергит также содержит жёлтые волоски, образующие свойственный «полумесяц». 5-7 тергиты брюшка в чёрных волосках.
Низ тела преимущественно в чёрных волосках.

## Область обитания
Данный вид распространён в Неарктике, преимущественно в субтропическом климатическом поясе, однако встречается на север до умеренного и на юг почти до тропического поясов.
Обитает в западной части материка, ≈ от 50° до 30° с. ш. с севера на юг и от 125° до 100° з. д. с запада на восток.

## Среда обитания и экология

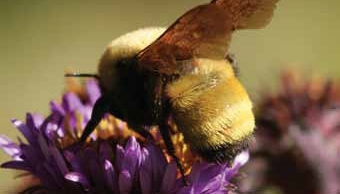
Рабочая особь.

### Среда обитания
Данный вид населяет засушливые пространства.
Гнездятся самки под землёй, в кочках травы. Были случаи гнездования в постройках.

### Кормовые растения
Например:
Asteraceae (Chrysothamnus, Cirsium, Ericameria, Helianthus, Senecio);
Fabaceae (Astragalus, Melilotus);
Cleomaceae (Cleome);
Apocynaceae (Asclepias).

## Фенология
Как и все виды в данных широтах, колония B. morrisoni живёт не более одного сезона и распадается после выведения самцов.
*Учитывая область обитания, очевидно, что речь идёт про два поколения за сезон.*

#### Самки
Самок можно встретить со второй половины марта до начала июня (оплодотворённые самки после зимовки) и с конца лета до начала зимовки (≈ вторая половина октября) (отрождённые молодые самки).

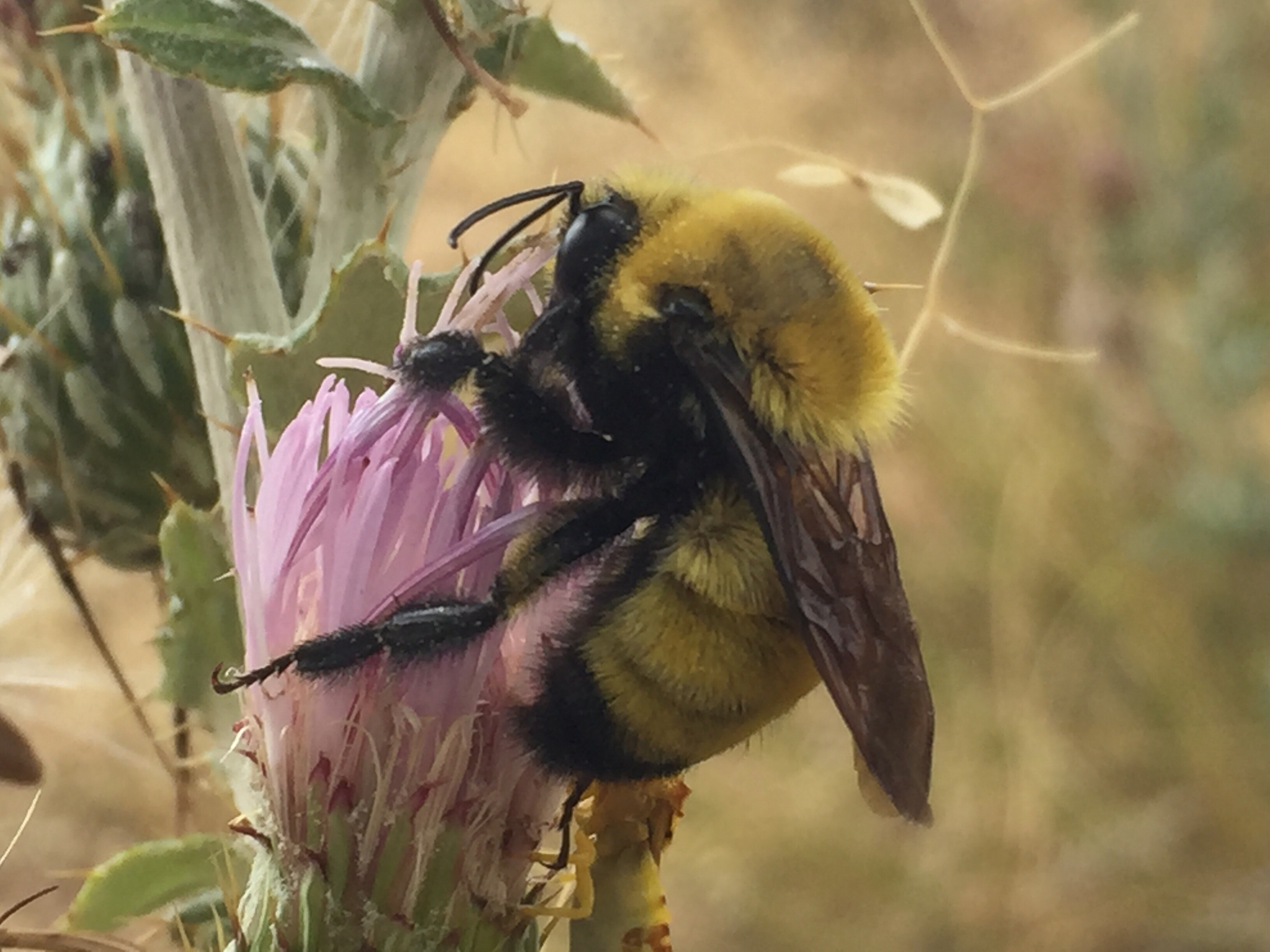
Самец.

#### Рабочие особи
Встречаются с конца апреля до ноября.

#### Самцы
Самцов данного вида можно встретить с июня до начала ноября.

## Численность и охрана
В целом, вид является редким. За последние пятьдесят лет численность вида довольно сильно сократилась.
B. morrisoni, как и многие другие дикие пчёлы, нуждается в сохранении и восстановлении, в том числе через сохранение естественной среды обитания.